# Albaniens socialistparti
Albaniens socialistparti (albanska: Partia Socialiste e Shqipërisë) är ett socialdemokratiskt/socialliberalt parti, det största partiet och regeringsparti i Albanien. Det har för närvarande 66 parlamentsledamöter i det albanska parlamentet (Kuvendi) som totalt har 140 platser. Partiet fick 713 407 röster i det senaste valet. Partiet har varit i regeringsställning ett flertal gånger sedan enpartistaten upplöstes 1992. Sedan 2013 är partiet åter i regering. Man vann Parlamentsvalet i Albanien 2013 som den största delen av koalitionen Allians för ett europeiskt Albanien (ASHE). I valet fick koalitionen 57,63% av folkets röster mot Partia Demokratikes 39,46%.
Albaniens socialistparti är efterträdaren till det före detta statsbärande partiet Albanska Arbetets Parti och numera en fullvärdig medlem i Socialistinternationalen. Det finns ytterligare två partier i det albanska parlamentet som kallar sig socialdemokratiska. Det är Albaniens Socialdemokratiska Parti som har 7 mandat och som fick 174 103 röster (mindre platser på grund av det albanska valsystemets utformning med en blandning av majoritets- och proportionalitetsval) och Albaniens Socialdemokratiparti som har 2 mandat i parlamentet och som fick 57 998 röster i valet den 3 juli 2005.
Partiledaren är Edi Rama. Han efterträdde Fatos Nano som avgick 1 september 2005. Nano hade varit partiets ledare sedan grundandet.

## Val

### Mandat i parlamentet
| Val  | Röster  | %      | Mandat    | +/-  | Plats | Makthavande |
| ---- | ------- | ------ | --------- | ---- | ----- | ----------- |
| 1992 | 433,602 | 23,70% | 38 / 140  | ▬    | ▬ 2:e | Opposition  |
| 1996 | 335,402 | 20,40% | 10 / 140  | ▼ 28 | ▬ 2:e | Opposition  |
| 1997 | 413,369 | 31,60% | 101 / 155 | ▲ 91 | ▲ 1:a | Koalition   |
| 2001 | 555,272 | 41,40% | 73 / 140  | ▼ 28 | ▬ 1:a | Koalition   |
| 2005 | 538,906 | 39,40% | 42 / 140  | ▼ 31 | ▼ 2:e | Opposition  |
| 2009 | 620,586 | 40,85% | 65 / 140  | ▲ 23 | ▲ 1:a | Opposition  |
| 2013 | 713,407 | 41,36% | 65 / 140  | ▬    | ▬ 1:a | Koalition   |
| 2017 | 760,738 | 48,21% | 74 / 140  | ▲ 9  | ▬ 1:a | Majoritet   |
| 2021 | 768,177 | 48,68% | 74 / 140  | ▬    | ▬ 1:a | Majoritet   |

## Lista över parlamentsledamöter

### 2017
Lagstiftande församling VIII, 74 ledamöter. Mandatperioden 2017-2021.

1. Elona Gjebrea
2. Besnik Bare
3. Olta Xhaçka
4. Blerina Gjylameti
5. Pandeli Majko
6. Saimir Tahiri
7. Vasilika Hysi
8. Ervin Bushati
9. Ogerta Manastirliu
10. Fatmir Xhafaj
11. Rakip Suli
12. Arben Ahmetaj
13. Xhemal Qefalia
14. Sadri Abazi
15. Ulsi Manja
16. Klotilda Ferati
17. Sadi Vorpsi
18. Arben Pëllumbi
19. Eglantina Gjermeni
20. Milva Ekonomi
21. Fidel Ylli
22. Ilir Ndraxhi
23. Roland Xhelilaj
24. Jurgis Cyrbja
25. Rahman Rranja
26. Klodiana Spahiu
27. Taulant Balla
28. Evis Kushi
29. Arben Kamami
30. Musa Ulqini
31. Anastas Angjeli
32. Luan Duzha
33. Nure Belba
34. Niko Peleshi
35. Eduart Shalësi
36. Elisa Spiropali
37. Ilirjan Pendavinji
38. Ilir Xhakolli
39. Edlira Bode
40. Erjon Braçe
41. Adelina Rista
42. Bashkim Fino
43. Ismet Beqiraj
44. Antoneta Dhima
45. Bujar Çela
46. Tatjana Pirro
47. Anduel Xhindi
48. Gramoz Ruçi
49. Xhevit Bushaj
50. Damian Gjiknuri
51. Vilma Bello
52. Alket Hyseni
53. Vullnet Sinaj
54. Andrea Mardo
55. Edi Rama
56. Edmond Leka
57. Fatmir Velaj
58. Bledar Çuçi
59. Mirela Kumbaro
60. Flamur Golemi
61. Blendi Klosi
62. Ermonela Valikaj
63. Adnor Shameti
64. Fadil Nasufi
65. Ilir Beqaj
66. Almira Xhembulla
67. Halit Palamani
68. Mimi Kodheli
69. Lindita Nikolla
70. Pjerin Ndreu
71. Gjetan Gjetani
72. Ditmir Bushati
73. Paulin Stërkaj
74. Senida Mesi
75. Luan Harusha